# Ніколас Чорномаз
Ніколас Чорномаз (ісп. Nicolás Czornomaz; нар. 8 липня 1995, Буенос-Айрес, Аргентина) — аргентинський футболіст українського походження, півзахисник грецької Суперліги 2 «Єрапетра».

## Клубна кар'єра
Футболом розпочав займатися на батьківщині у клубі «Дефенса-і-Хустіция», у 2015 році переведений до першої команди вище вказаного клубу. У квітні 2018 року приєднався до представника Major League Soccer «Лос-Анджелес». Проте майже одразу відправлений в оренду до завершення сезону до фарм-клубу анджелесців, «Орандж Каунті» з Чемпіонату USL. Наступного року повернувся на батьківщину. Спочатку перебував у заявці «Мітре», але згодом у пошуках ігрової практики перебрався до «Дефенсорес де Бельграно».
У сезоні 2021 року Ніколас підписав контракт з еквадорським «Оренсе», яка виступала в Серії A та Кубку Еквадору, а також вперше зіграв у Південноамериканському кубку.
На початку 2022 року вирішив спробувати свої сили в Європі, переїхав до Італії. У першій половині 2022 року перебував у заявці скромних італійських клубів «Віртус Матіно» та «Фано», але майже не грав. Наприкінці серпня 2022 року підписав контракт з грецьким «Єрапетра». У футболці нового клубу дебютував 6 листопада 2022 року в переможному (2:0) виїзному поєдинку першого туру Суперліги 2 проти «Егалео». Ніколас вийшов на поле в стартовому складі та відгірав увесь матч, а на 76-й хвилині отримав жовту картку.

## Особисте життя
Ніколас — син колишнього професіонального футболіста Адріана Чорномаза, який грав за різні клуби, зокрема «Індепендьєнте», «Банфілд», «Дефанса-і-Хустіція», «Рапід» (Відень), «Універсітаріо де Депортес» та «УАНЛ Тигрес».

## Статистика виступів

### Клубна
| «Лос-Анджелес» США |                   |                   |    |    |    |    |    |    |    |       |       |
| 1.ª | 2018              | 0                 | 0  | -- | -- | -- | -- | 0  | 0  | 0.00  |       |
| Усього за клуб | Усього за клуб    | 0                 | 0  | -- | -- | -- | -- | 0  | 0  | 0.00  |       |
| «Орандж Каунті» США |                   |                   |    |    |    |    |    |    |    |       |       |
| 2.ª | 2018              | 5                 | 0  | -- | -- | -- | -- | 5  | 0  | 0.00  |       |
| Усього за клуб | Усього за клуб    | 5                 | 0  | -- | -- | -- | -- | 5  | 0  | 0.00  |       |
| «Мітре» Аргентина |                   |                   |    |    |    |    |    |    |    |       |       |
| 2.ª | 2018-19           | 0                 | 0  | 1  | 0  | -- | -- | 0  | 0  | 0.00  |       |
| Усього за клуб | Усього за клуб    | 0                 | 0  | 0  | 0  | -- | -- | 0  | 0  | 0.00  |       |
| «Дефенсорес де Бельграно» Аргентина |                   |                   |    |    |    |    |    |    |    |       |       |
| 3.ª | 2019-20           | 19                | 2  | 2  | 0  | -- | -- | 21 | 2  | 0.095 |       |
| Усього за клуб | Усього за клуб    | 19                | 2  | 2  | 0  | -- | -- | 21 | 2  | 0.095 |       |
| «Оренсе» Еквадор |                   |                   |    |    |    |    |    |    |    |       |       |
| 1.ª | 2021              | 0                 | 0  | 0  | 0  | -- | -- | 0  | 0  | 0.00  |       |
| Усього за клуб | Усього за клуб    | 0                 | 0  | 0  | 0  | -- | -- | 0  | 0  | 0.00  |       |
| Усього за кар'єру | Усього за кар'єру | Усього за кар'єру | 24 | 2  | 2  | 0  | -- | -- | 26 | 2     | 0.077 |
| (1) Включаючи матчі кубку Аргентини та кубку Еквадору. (2) Включаючи матчі Кубку Лібертадорес та Південноамериканського кубку. (3) Без урахування голів у товариських матчах. |                   |                   |    |    |    |    |    |    |    |       |       |